# Deronectes semirufus
Deronectes semirufus är en skalbaggsart som först beskrevs av Ernst Friedrich Germar 1844.  Deronectes semirufus ingår i släktet Deronectes och familjen dykare. Inga underarter finns listade i Catalogue of Life.